# Autostrada A1 (Polonia)

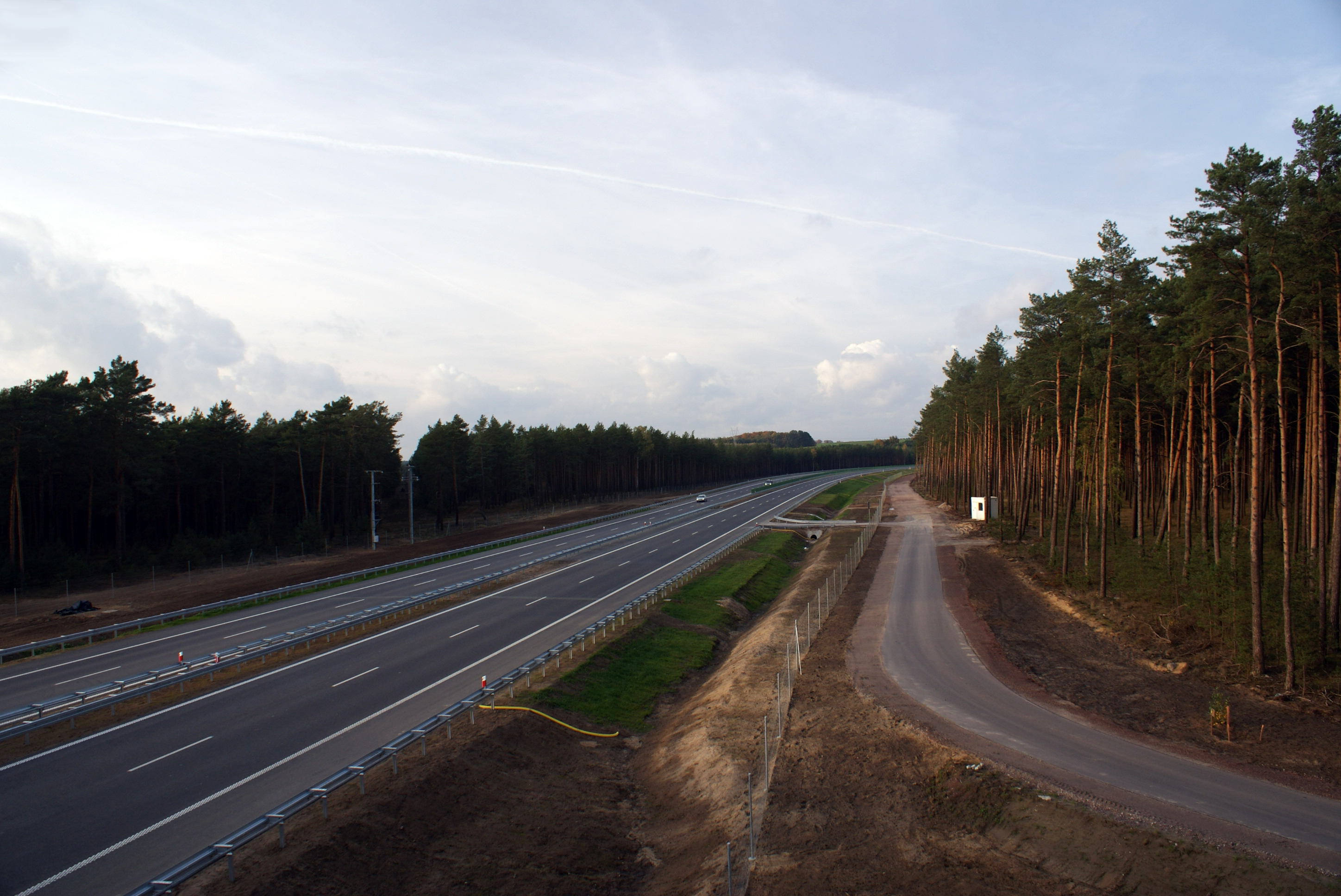
A1 vicino a Grudziądz, tratto settentrionale (Danzica-Grudziądz)

L'autostrada A1 (in polacco Autostrada Bursztynowa, nota anche come "Autostrada dell'ambra") è un'autostrada polacca in costruzione che a lavori ultimati attraverserà il Paese da nord a sud, da Danzica sul Mar Baltico, passando per Łódź e l'area industriale dell'Alta Slesia (a ovest di Katowice), fino al confine polacco-ceco a Gorzyczki/Věřňovice, dove si collega all'autostrada ceca D1. La sua lunghezza totale è di 566,6 km. Ad eccezione del suo tratto più meridionale, la A1 fa parte della strada europea E75.